# Cusano Mutri
Cusano Mutri là một đô thị ở tỉnh Benevento trong vùng Campania, có vị trí khoảng 60 km về phía đông bắc của Napoli và khoảng 35 km về phía tây bắc của Benevento. Tại thời điểm ngày 31 tháng 12 năm 2004, đô thị này có dân số 4.296 người và diện tích là 588 km².
Đô thị Cusano Mutri có các frazioni (đơn vị cấp dưới, chủ yếu là các làng) Civitella Licinio and Bocca della Selva.
Cusano Mutri giáp các đô thị: Cerreto Sannita, Faicchio, Gioia Sannitica, Guardiaregia, Piedimonte Matese, Pietraroja, San Lorenzello, San Potito Sannitico.